# Khamhria
Khamhria é uma cidade e uma nagar panchayat no distrito de Durg, no estado indiano de Chhattisgarh.

## Demografia
Segundo o censo de 2001, Khamhria tinha uma população de 6798 habitantes. Os indivíduos do sexo masculino constituem 51% da população e os do sexo feminino 49%. Khamhria tem uma taxa de literacia de 63%, superior à média nacional de 59,5%: a literacia no sexo masculino é de 72% e no sexo feminino é de 53%. Em Khamhria, 14% da população está abaixo dos 6 anos de idade.